# Király László (erdőmérnök)
Király László (Szilvásvárad, 1930. március 23. – Budapest, 2004. július 25.) erdőmérnök, a Nyugat-magyarországi Egyetem tanszékvezető egyetemi tanára.

## Életútja
Dr. Király László erdőmérnök 1930. március 23-án született Szilvásváradon. Édesapja, Király Lajos ott volt erdőmérnök, és hatéves korától ő is erre a pályára készült. Gyerekkorában, majd diákkorában lehetősége volt megismerkedni az erdővel, az erdőgazdasággal, az út-, vasúttervezéssel, -építéssel. Csaknem minden nyáron végzett erdészeti munkát. 
Az erdőmérnöki oklevelet 1952-ben szerezte meg. Később elvégezte a Közgazdasági Egyetem kétéves tervmatematika közgazdász-továbbképző kurzusát, majd a Nemzetközi Számítástechnikai Oktatási Központ szervezésében egy intenzív - ugyancsak posztgraduális - rendszerszervező tanfolyamot. 
Pályáját erdészetvezető-helyettesként kezdte. Két évig volt sorkatona, majd a Sajóvölgyi Erdőgazdaság központjában tervelőadó, illetve tervcsoportvezető. 
Az erdőgazdaság megszűnése után – 1955-től – terepi erdőrendezőként dolgozott 7 éven át. 1961 nyarától üzemterv-ellenőrzési, minisztériumi igazgatási, számítástechnikai, termőhelyfeltárási, fotogrammetriai és erdőrendezési fejlesztési munkakörben dolgozott, a főhatósághoz vezényelve, illetve háttérintézmény keretében – 1965 elejétől csoportvezetőként, majd osztályvezetőként –, 18 éven át. 
Átszervezés miatt fejlesztési munkája Budapesten csaknem lehetetlenné vált, ezért 1978-tól 1995 végéig a soproni Erdészeti és Faipari Egyetemen folytatta tevékenységét. 1979-ben tanszékvezető egyetemi tanárnak nevezték ki.  Erdőrendezéstant, számítástechnikát (illetve informatikát), dendrometriát és faterméstant oktatott, irányította a tanszéken folyó kutatómunkát, szervezte az erdőtervezői és erdőfelügyelői mérnöktovábbképzést. 
A Földművelésügyi Minisztérium, illetve az FM Erdőrendezési Szolgálat szakértőjeként részt vett az erdészeti politika kialakításában, valamint az erdőtörvény és a kapcsolódó jogszabályok (végrehajtási rendelet, szabályzat) előkészítésében. Részt vett az MTA Erdészeti Bizottsága Erdészetpolitikai munkabizottságának, majd Erdőgazdálkodási Albizottságának, az Országos Erdészeti Egyesület több szakosztályának munkájában, valamint az MDF szakmai bizottságában. 
1996 elejétől – nyugdíjasként, illetve emeritus professzorként – erdőrendezési kutatással, fejlesztéssel, erdészeti politikával és doktorandusz képzéssel foglalkozott, irányította az „Erdővagyongazdálkodás" című kutatási alprogramot, részt vett a Nyugat-magyarországi Egyetem záróvizsgáztatásában, valamint a doktori és habilitációs eljárásokban. 1993 és 1998 között a Vértesi Erdészeti és Faipari Rt. Igazgatóságának, majd 1999-től 2000-ig a Szombathelyi Erdészeti Rt. Igazgatóságának tagja volt. 
2004. július 25-én, türelemmel viselt hosszú betegség után, életének 75. évében szerettei körében hunyt el.

## Kitüntetések, díjak
- Bedő Albert Emlékérem
- Magyar Köztársasági Érdemrend Középkeresztje
- Pro Silva Hungariae
- Ember az Erdőért Emlékérem.

## Érdekességek
Az informatikában játszott úttörő szerepére jellemző, hogy Király Lászlónak tulajdonítható az Informatika szónak magyar publikációban történő első említése 1978-as kandidátusi disszertációjában.